# A lyga 2005
L'edizione 2005 della A lyga fu la sedicesima del massimo campionato lituano dal ritorno all'indipendenza; vide la vittoria finale dell'Ekranas Panevėžys, giunto al suo 5º titolo.
Capocannoniere del torneo fu Mantas Savėnas (Ekranas Panevėžys), con 27 reti.

## Formula
Le squadre passarono da 8 a 10: alle 8 della precedente stagione (priva di retrocessioni) si aggiunsero Nevėžis e Šiauliai.
Come negli altri anni le squadre si affrontarono in un doppio turno di andata e ritorno, per un totale di 36 partite per squadra. Anche in questa stagione non erano previste retrocessioni.

## Classifica finale
|                     | Pos. | Squadra    | Pt | G  | V  | N  | P  | GF | GS  | DR  |
| ------------------- | ---- | ---------- | -- | -- | -- | -- | -- | -- | --- | --- |
| Lituania (bandiera) | 1.   | Ekranas    | 92 | 36 | 29 | 5  | 2  | 87 | 23  | +64 |
|                     | 2.   | FBK Kaunas | 82 | 36 | 26 | 4  | 6  | 89 | 25  | +64 |
|                     | 3.   | Sūduva     | 59 | 36 | 16 | 11 | 9  | 67 | 43  | +24 |
|                     | 4.   | Vėtra      | 57 | 36 | 17 | 6  | 13 | 45 | 45  | +0  |
|                     | 5.   | Vilnius    | 47 | 36 | 11 | 14 | 11 | 36 | 29  | +7  |
|                     | 6.   | Šilutė     | 44 | 36 | 12 | 8  | 16 | 44 | 61  | -17 |
|                     | 7.   | Atlantas   | 41 | 36 | 11 | 8  | 17 | 40 | 52  | -12 |
|                     | 8.   | Žalgiris   | 41 | 36 | 11 | 8  | 17 | 40 | 52  | -12 |
|                     | 9.   | Šiauliai   | 33 | 36 | 8  | 11 | 19 | 40 | 61  | -21 |
|                     | 10.  | Nevėžis    | 5  | 36 | 0  | 5  | 31 | 18 | 115 | -97 |

### Verdetti
- Ekranas Panevėžys Campione di Lituania 2005.